# Adalbert von Auerswald
Adalbert von Auerswald (* 20. Juli 1822 in Keimkallen, Kreis Heiligenbeil, Ostpreußen; † 21. August 1870 in Mars-la-Tour, Frankreich) war ein preußischer Dragoneroffizier, zuletzt Kommandeur des 1. Garde-Dragoner-Regiments im Deutsch-Französischen Krieg.

## Leben

### Herkunft und Familie
Hans Adalbert von Auerswald war der zweite Sohn des Präsidenten des königlich preußischen Staatsministeriums Rudolf von Auerswald und dessen Ehefrau Adele von Dohna-Lauck und ein Bruder des Regierungspräsidenten Achatius von Auerswald. Die Familie entstammte dem meißnischen Uradel mit dem gleichnamigen Stammhaus Auerswalde (heute ein Ortsteil von Lichtenau im Landkreis Mittelsachsen), das 1263 erstmals urkundlich genannt wird. Die Stammreihe der ostpreußischen Linie beginnt mit Fabian († nach 1540), Rat des Kurfürsten von Sachsen und Verfasser eines Buches über die Ringerkunst (Wittenberg 1537), dessen Enkel Fabian in das Herzogtum Preußen kam, wo die Familie in der Folge zahlreiche Staatsmänner und Generale stellte.

### Militärkarriere
Geboren am 20. Juli 1822 auf dem elterlichen Gut Keimkallen in Ostpreußen, besuchte er die Gymnasien in Braunsberg und Königsberg und trat am 18. April 1840 als Freiwilliger in das Garde-Dragoner-Regiment ein. Am 16. November desselben Jahres zum Portepee-Fähnrich befördert, erfolgte die Beförderung zum Sekond-Lieutenant am 17. Dezember unter Aggregierung. Nach Beendigung des Kommandos zur Lehr-Eskadron wurde Auerswald am 11. Oktober 1845 über den Etat in das Regiment einrangiert, am 12. Juli 1853 zum Premier-Lieutenant, am 10. März 1857 zum Rittmeister, am 23. November 1858 zum Eskadronschef, am 9. Mai 1863 zum Major und am 3. April 1866 zum etatmäßigen Stabsoffizier befördert.
1866 machte er im Zuge des Deutschen Krieges den Feldzug in Böhmen und die Schlacht bei Königgrätz mit und wurde nach dem Krieg am 30. Oktober 1866 zum Kommandeur des neu aufgestellten Dragoner-Regiments Nr. 12 in Frankfurt an der Oder ernannt und am 31. Dezember desselben Jahres mit Patent vom 30. Oktober zum Oberstleutnant befördert. Am 13. November 1869 erhielt er das Kommando des 1. Garde-Dragoner-Regiments in Berlin und wurde am 26. Juli 1870 Oberst.
Als solcher führte er das Regiment, dem er während seiner Gesamtdienstzeit fast ununterbrochen angehört hatte, in den Krieg gegen Frankreich. Am 16. August 1870 in der Schlacht bei Mars-la-Tour durch einen Schuss in den Unterleib schwer verwundet, starb er fünf Tage später, am 21. August 1870, im Johanniterlazarett auf dem Hof Mariaville. Zunächst mit den übrigen gefallenen Offizieren auf dem Friedhof von Mars-la-Tour bestattet, wurde seine Leiche durch seinen Bruder nach Ostpreußen überführt und am 7. September 1870 im gräflich Dohna-Schlodien’schen Patronatsgewölbe der alten Deutschordenskirche zu Deutschendorf, Kreis Preußisch Holland, im Kriegssarg beigesetzt.

### Ehrungen
Auerswald war Inhaber des preußischen Ordens vom Roten Adler und des Kronenordens 4. Klasse.

### Nachwirkung
Obwohl tödlich verwundet, führte Oberst Auerswald sein Regiment noch selbst aus dem Gefecht, sammelte es und brachte ein Hoch auf den preußischen König Wilhelm I. aus. Diese Szene veranschaulicht ein Bild des Malers Theodor Rocholl, das auf der Großen Berliner Kunstausstellung 1893 gezeigt wurde. Der König von Preußen verlieh Auerswald mit Allerhöchster Ordre vom 2. September 1873 eine Marmorbüste. Nach ihm ist die Auerswaldstraße in Berlin-Altglienicke benannt.